# Glena demissaria
Glena demissaria är en fjärilsart som beskrevs av Walker 1860. Glena demissaria ingår i släktet Glena och familjen mätare. Inga underarter finns listade i Catalogue of Life.